# 京都市立梅屋小学校
京都市立梅屋小学校（きょうとしりつ うめやしょうがっこう）は京都市中京区にあった公立小学校。
明治2年（1869年）に京都で設立された64の番組小学校の一つとして開校し、平成7年（1995年）に京都市立御所南小学校に統合され、閉校した。

## 概要
校名は、校地が、豊臣秀吉が愛でた梅屋敷の跡地であったとの伝承にちなむ。

## 沿革
- 1869年（明治2年）- 小川通竹屋町北東角に上京第二十番組小学校として創設（開校日:明治2年11月21日（旧暦））[2][3]
- 1873年（明治6年） - 校地移転[2]
- 1888年（明治20年） - 梅屋尋常小学校に改称[2]
- 1904年（明治36年） - 高等科を設置し、梅屋尋常高等小学校となる[2]（高等科は1908年（明治41年）廃止[3]）
- 1941年（昭和16年） - 国民学校令により、梅屋国民学校に改称[4]
- 1947年（昭和22年）- 学制改革により京都市立梅屋小学校となる[2]
- 1995年（平成7年）- 竹間富有小学校・龍池小学校・春日小学校と共に御所南小学校に統合され、閉校
- 2005年（平成17年） - 元校地に梅屋広場開場[5][6]

校地は、上述の梅屋広場のほか、京あんしんこども館、京都第二赤十字病院救命救急センターになっている。

## 通学区域
梅屋小学校の通学区域は、元学区の梅屋学区に加え、昭和23年（1948年）に滋野小学校が京都市立滋野中学校となって以来滋野学区の一部を含むこととなった。

## 関係者
- 閑院宮載仁親王 - 閑院宮第6代当主[3]
- 北大路魯山人 - 陶芸家・美食家[8]

## 梅屋学区
梅屋学区（うめやがっく）は、京都市の学区（元学区）のひとつ。京都市中京区に位置する。明治初期に成立した地域区分である「番組」に起源を持ち、学区名の由来ともなる元梅屋小学校の通学区域と合致し、今でも地域自治の単位となる地域区分である。

### 梅屋学区の沿革
明治2年（1869年）の第二次町組改正により成立した上京第20番組に由来し、同年には、区域内に上京第20番組小学校が創立した。
上京第20番組は、明治5年（1872年）には上京第23区、明治12年（1879年）には区が組となり上京第23組となった。設置された上京第20番組小学校は、その後校名を梅屋に改称した。
上京第23組は、学区制度により明治25年（1892年）には上京第18学区となった。
昭和4年（1929年）に、学区名が小学校名により改称され、上京区・下京区から、左京区・中京区・東山区が分区されると、上京第18学区から梅屋学区となり、中京区に属した。昭和17年（1942年）に京都市における学区制度は廃止されるが、現在も地域の名称、地域自治の単位として用いられている。

#### 梅屋学区の通学区域
梅屋学区の小学校の通学区域は、現在学区全域が京都市立御所南小学校となっている。

### 人口・世帯数
京都市内では、概ね元学区を単位として国勢統計区が設定されており、梅屋学区の区域に設定されている国勢統計区（中京区第15国勢統計区）における令和2年（2020年）10月の人口・世帯数は3,594人、1,914世帯である。

### 地理
中京区の中央部に位置する学区であり、東側は竹間学区、南側は城巽学区と龍池学区、西側は二条城（教業学区）と上京区の待賢学区、北側は上京区の滋野学区に接する。区域は、概ね北は丸太町通、南は二条通、東は室町通、西は堀川通であり、面積は0.22平方キロメートルである。

### 梅屋学区内の通り

#### 東西の通り
- 丸太町通
- 竹屋町通
- 夷川通
- 二条通

#### 南北の通り
- 室町通
- 衣棚通
- 新町通
- 釜座通
- 西洞院通
- 小川通
- 油小路通
- 堀川通

### 梅屋学区の町名
- 玉植町
- 花立町
- 竪大恩寺町
- 大炊町
- 弁財天町
- 二条新町
- 桝屋町
- 亀屋町
- 大黒町
- 田中町
- 毘沙門町
- 薬師町
- 中之町
- 下丸屋町
- 槌屋町
- 大文字町
- 橋本町
- 薬屋町
- 七町目
- 八町目
- 九町目
- 梅屋町
- 横鍛冶町
- 丸太町
- 相生町
- 指物屋町
- 東竹屋町
- 西竹屋町
- 泉町
- 東夷川町
- 西夷川町

## 周辺
- 高陽院跡